# Мокрокалигірська сільська рада
Мокрокалигі́рська сільська́ ра́да — адміністративно-територіальна одиниця та орган місцевого самоврядування в Звенигородському районі Черкаської області. Адміністративний центр — село Мокра Калигірка.

## Загальні відомості
- Населення ради: 2 125 осіб (станом на 2001 рік)

## Населені пункти
Сільській раді підпорядковані населені пункти:
- с. Мокра Калигірка
- с. Суха Калигірка
- с. Єлизаветка
- с. Ярошівка
- с. Любисток
- с. Надвисся
- с. Ступичне
- с. Киселівка

## Склад ради
Рада складається з 16 депутатів та голови.
- Голова ради: Пипа Вікторія Вікторівна
- Секретар ради: Чуєнко Любов Миколаївна

### Керівний склад попередніх скликань
| Прізвище, ім'я, по батькові      | Основні відомості                                                               | Дата обрання | Дата звільнення |
| -------------------------------- | ------------------------------------------------------------------------------- | ------------ | --------------- |
| Бецун Валерій Васильович         | Сільський голова, 1962 року народження, безпартійний                            | 26.03.2006   | 31.10.2010      |
| Некрученко Володимир Олексійович | Сільський голова, 1954 року народження, освіта середня спеціальна, безпартійний | 31.10.2010   |                 |

Примітка: таблиця складена за даними сайту Верховної Ради України

### Депутати
За результатами місцевих виборів 2010 року депутатами ради стали:

#### За суб'єктами висування
| Суб'єкт висування | Кількість обраних депутатів | %   |
| ----------------- | --------------------------- | --- |
| Самовисування     | 16                          | 100 |

#### За округами
| № округу | Прізвище, ім'я, по батькові     | Дата визнання обраним | Освіта             | Партійна приналежність | Відомості про обраного депутата                     |
| -------- | ------------------------------- | --------------------- | ------------------ | ---------------------- | --------------------------------------------------- |
| 1        | Онищенко Анатолій Володимирович | 01.11.2010            | середня спеціальна | член Партії регіонів   | тимчасово не працює                                 |
| 2        | Машкаренко Світлана Миколаївна  | 01.11.2010            | середня            | член Партії регіонів   | психоневрологічний інтернат, молодша медична сестра |
| 3        | Погорілий Володимир Віталійович | 01.11.2010            | середня            | член Партії регіонів   | С.Мокра Калигірка, приватний підприємець            |
| 4        | Казанцева Ірина Миколаївна      | 01.11.2010            | середня спеціальна | член Партії регіонів   | Мокра ПАЛ, підсобний працівник                      |
| 5        | Майоров Роман Миколайович       | 01.11.2010            | середня            | член Партії регіонів   | тимчасово не працює                                 |
| 6        | Фертюк Людмила Сергіївна        | 01.11.2010            | середня            | член Партії регіонів   | ТОВ «Сиророб», робоча                               |
| 7        | Бобкова Ганна Олександрівна     | 01.11.2010            | середня            | член Партії регіонів   | УПСЗН с. Мокра Калигірка, соціальний працівник      |
| 8        | Глущенко Людмила Миколаївна     | 01.11.2010            | вища               | член Партії регіонів   | Мокра ПАЛ, бухгалтер                                |
| 9        | Ткаліченко Зоя Олександрівна    | 01.11.2010            | середня спеціальна | член Партії регіонів   | С.Любисток, фельшер                                 |
| 10       | Адамець Віра Миколаївна         | 01.11.2010            | середня спеціальна | член Партії регіонів   | ДНЗ «Ромашка», вихователь                           |
| 11       | Поліщук Віра Володимирівна      | 01.11.2010            | вища               | член Партії регіонів   | Мокрокалигірська с/р, секретар                      |
| 12       | Капелюшна Таїса Михайлівна      | 01.11.2010            | вища               | член Партії регіонів   | Мокра ПАЛ, секретар                                 |
| 13       | Вольніцький Олег Васильович     | 01.11.2010            | вища               | член Партії регіонів   | психоневрологічний інтернат, завгосп                |
| 14       | Кикоть Наталія Олександрівна    | 01.11.2010            | середня            | член Партії регіонів   | Мокра амбул. ЗПСМ, завгосп                          |
| 15       | Ващенко Валентина Володимирівна | 01.11.2010            | вища               | член Партії регіонів   | Магазин № 75, продавець                             |
| 16       | Чоповенко Людмила Олександрівна | 01.11.2010            | вища               | член Партії регіонів   | Мокрокалигірська с/р, спеціаліст з бух.обліку       |